# Dankelmann (Kirsche)

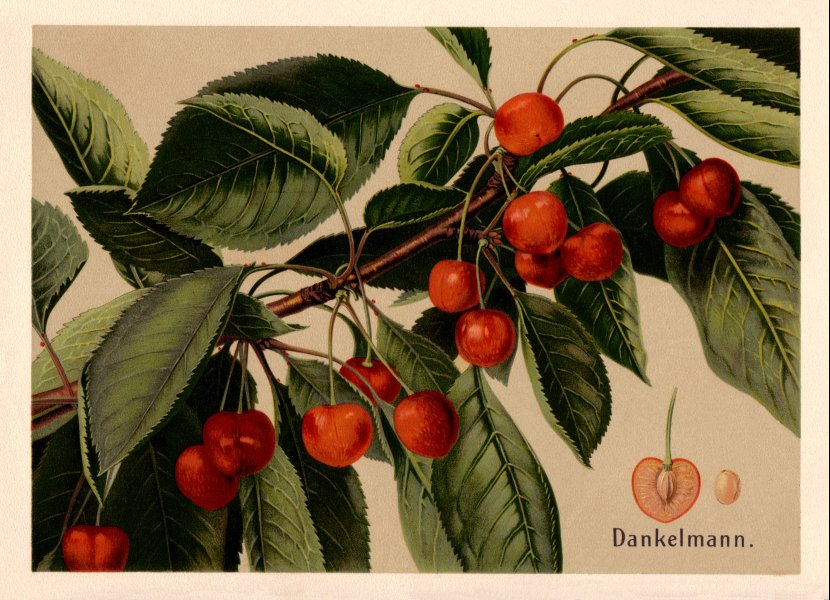
‘Dankelmann’ im Müller-Diemitz, Bissmann-Gotha et al.

‘Dankelmann’ ist eine in der nördlichen Schweiz vorkommende Herzkirschsorte, die in kleinen Mengen in wirtschaftlichem Ertrag steht. Für sie sind keine Synonyme bekannt. Sie wurde erstmals 1937 sortentechnisch von Fritz Kobel bestimmt. In seinem Standardwerk Die Kirschensorten der deutschen Schweiz gab er als ihre Herkunft Herrliberg am Nordufer des Zürichsees an. Ihre Bedeutung bezeichnete er als „qualitativ hervorragende Frucht“, die „in den bessern Lagen der Nordwestschweiz geprüft werden“ sollte.

## Sortenbeschreibung
Die Blütezeit und Reife der Sorte ‘Dankelmann’ wird mit „mittelspät“ angegeben, ihre Verwendung als „Tafel- und Konservenkirsche“. ‘Dankelmann’ ist selbststeril und braucht einen Pollenspender. Dafür eignen sich nach Kobel „‘Büttners späte rote Knorpelkirsche’, ‘Badeborner’, ‘Grosse Prinzessin’, ‘Grosse schwarze Knorpelkirsche’ (Typ Geisenheim) und ‘Ochsenherzkirsche’ (Typ Halle-Diemitz)“. 
Der Fruchtkörper ist mittelgross bis gross bei durchschnittlich 19,2 × 21,9 × 19,25 mm, ihre Gestalt ist „breit herzförmig bis fast nierenförmig, von beiden Seiten, namentlich aber von der Bauchseite stark zusammengedrückt.“ Ihren Geschmack beschreibt er als saftig, süss, kräftig und würzig, den Kirschsaft als farblos.
Über den Kirschkern der Sorte ‘Dankelmann’ führt Kobel aus: „Löst mässig. Oberfläche etwas rauh. Klein: 9,72 × 8,12 × 6,67 mm (100: 84: 69 : 83). Schief eiförmig, mit scharfem, oft leicht hakigem Spitzchen. Stielseite stark nach hinten abfallend, meist mit einigen kräftigen Runzeln. Stielansatzstelle klein, wenig auffallend. Rückenlinie fast gleichmässig gebogen, ein wenig vorstehend und gegen die Spitze einen scharfen Keil bildend, meist mit kräftigen Runzeln. Wulstansatz sehr kräftig, aber ziemlich schmal, vorstehend, hakig gebogen und stark übergreifend, den Scheitel weit überragend, oft mit kurzen Nebenwülsten. Seitenwülste erst von der Mitte an kräftig und scharf, ein wenig auseinandertretend, im mittleren Teil fast gerade verlaufend, hin und wieder mit Nebenwülsten. Zwischenwülste oft zu einem namentlich im hintern Teil ausgebildeten Mittelwülst zusammentretend, oft auch selbständig verlaufend.“